# Jim Wilson (personaggio)
James "Jim" Wilson è un personaggio dei fumetti creato da Roy Thomas (testi) e Herb Trimpe (disegni), pubblicati dalla Marvel Comics. La sua prima apparizione avviene in The Incredible Hulk (Vol. 1) n. 131 (settembre 1970).
Jim è il nipote di Sam Wilson (Falcon) nonché storico alleato e amico dell'incredibile Hulk e di Rick Jones, noto per essere stato uno dei primi personaggi dei fumetti sieropositivi o a morire di AIDS.

## Storia editoriale
Esordito in The Incredible Hulk n. 131 (settembre 1970), il personaggio è stato un comprimario delle storie di Hulk per tutto il corso degli anni settanta per poi scomparire con l'inizio degli anni ottanta e fare ritorno diversi anni dopo, in The Incredible Hulk n. 388 (dicembre 1991) tornando a essere una presenza ricorrente fino alla sua morte in The Incredible Hulk n. 420 (agosto 1994).
La sua parentela con Falcon, rivelata nel 1979 ad opera di Roger Stern, era in realtà già stata concepita svariati anni prima da Len Wein.

## Biografia del personaggio

### L'incontro con Hulk
Nato ad Harlem, New York, da Gideon Wilson e sua moglie, Jim lascia il liceo a 15 anni e fugge di casa dopo aver avuto un violento litigio col padre divenendo un ladruncolo per le strade di Los Angeles dove, poco tempo dopo, fa la conoscenza con un Hulk temporaneamente separato da Banner; i due fanno presto amicizia e stringono un'alleanza che porta Jim a penetrare nella base militare dove è rinchiuso Banner al fine di ricondurlo da Hulk e farli riunire. Catturato dai soldati finisce per rivelare ai militari dove si nasconde il Gigante di Giada portando alla sua cattura. Successivamente viene avvicinato da alcuni membri dell'HYDRA, che gli mostrano dei filmati fasulli in cui Hulk viene torturato dall'esercito, convincendolo a liberarlo. Ottiene dunque il permesso di fargli visita e lo aiuta a fuggire ma, quando scopre che il gruppo terroristico intende usare il suo alleato come arma, si ribella e rimane ferito nella lotta, motivo per il quale Hulk, dopo aver sconfitto i criminali, fugge con il giovane venendo però raggiunto dal generale Ross, che lo convince ad affidare il ferito alle sue cure.
Rimessosi, Jim aiuta Hulk contro le macchinazioni del Capo per ben due volte, insieme affronteranno anche il titano alieno Xemnu, coadiuvati dai Difensori, l'inarrestabile Rhino, il mostruoso M.O.D.O.K. e Abominio.
In seguito, entra in una banda di vigilanti che scopre essere subdolamente controllata dal boss criminale Faccia di Pietra e contribuisce alla sua cattura assieme a suo zio Falcon e all'Uomo Ragno.

### La lunga lotta con l'AIDS
Dopo varie altre avventure al fianco di Hulk, Jim ingaggia Rick Jones per suonare in un concerto di beneficenza in un ospizio per malati di AIDS rivelando, in quell'occasione, all'amico cantante di essere sieropositivo. Successivamente Speedfreek interrompe l'evento facendo scoppiare una lotta nel corso della quale il ragazzo viene ferito e ricoverato in ospedale.
Diverso tempo dopo, Jim è attaccato da una folla che protesta contro l'ammissione di un ragazzo sieropositivo in una scuola pubblica e Hulk lo salva dalle percosse portandolo al quartier generale del Pantheon, dove scopre che non ha molto da vivere. Ricordando la trasfusione di sangue che Hulk diede a sua cugina, Jennifer Walters, Jim chiede a Bruce lo stesso favore, nella speranza di curare il virus, Banner, non volendo correre il rischio di creare un altro mostro, finge soltanto di assecondare il volere dell'amico che, dichiarando di sentirsi meglio, soccombe poco dopo alla malattia e muore.

## Altri media
- Jim Wilson, interpretato da P.J. Kerr, compare nel film del 2008 L'incredibile Hulk. In tale versione è uno studente della Culver University che, dopo aver assistito alla battaglia tra Hulk e l'esercito, viene intervistato dalla polizia dando il nome alla creatura.